# Слесарь (фильм, 2014)
«Слесарь» (исп. El cerrajero) — аргентинский драматический фильм, снятый в 2014 году Натальей Смирнофф. Премьера фильма состоялась на кинофестивале «Сандэнс» 21 января 2014 года. В широкий прокат фильм вышел 4 сентября 2014 года.

## Сюжет
Тридцатитрёхлетний слесарь Себастьян не верит в серьёзные отношения. Он узнаёт от своей подруги Моники, с которой недавно подружился, что она беременна, но не уверена, что он отец. В то же время он обнаруживает, что всякий раз, когда он чинит чьи-то замки, он получает видение в их жизни, которое раскрывает их чувства. Вскоре эта сила начинает усложнять его жизнь. После того, как он предупреждает служанку по имени Дейзи, что ее парень ворует у ее босса, она уходит от своего парня, и Себастьян забирает её к себе. Но когда он видит видение о своей собственной жизни, Себастьян вынужден исследовать каждый её аспект.

## В ролях
- Серхио Борис — отец Себастьяна
- Эстебан Ламот[англ.] — Себастьян
- Эрика Ривас[англ.] — Моника
- Йосирия Хуарипата — Дэйзи
- Луис Зембровски[исп.] — Хуан

## Критика
Фильм получил положительные отзывы после своей премьеры на кинофестивале «Сандэнс» в 2014 году. Джефф Беркшир из Variety заявил в своей рецензии, что «вторая полнометражная работа Натальи Смирнофф — это меланхоличная комедия с долей магического реализма». Бойд ван Хой в своей рецензии для The Hollywood Reporter назвал фильм «скромной, но довольно очаровательной картиной об аргентинском слесаре, который раскрывает правду о жизни своих клиентов». Эрик Кон из IndieWire похвалил фильм, сказав что «сдержанный и никогда не снисходительный в изображении мистических ингредиентов сюжета „Lock Charmer“ отлично справляется с задачей смешивания двух жанров и помещения их в обстановку 2008 года», а также похвалил актёрскую игру Эстебана Ламота и Йосирии Хурипаты, заявив, что «Ламот изображает слесаря как человека, одновременно встревоженного поведением женщин в его жизни и обиженного на свою мужскую ролевую модель, а именно на своего отчуждённого отца. Естественная химия между Ламотом и Хурипатой, соответствует эффективности режиссуры фильма».

## Награды и номинации
| Год  | Фестиваль                              | Получатель       | Результат |
| ---- | -------------------------------------- | ---------------- | --------- |
| 2014 | Кинофестиваль «Сандэнс»                | Наталья Смирнофф | Номинация |
| 2014 | Фрибурский международный кинофестиваль | Наталья Смирнофф | Номинация |